# Diócesis de Plasencia-Bobbio
La diócesis de Plasencia-Bobbio (en latín: Dioecesis Placentina-Bobiensis y en italiano: Diocesi di Piacenza-Bobbio) es una circunscripción eclesiástica de la Iglesia católica en Italia. Se trata de una diócesis latina, sufragánea de la arquidiócesis de Módena-Nonántola. Desde el 16 de julio de 2020 su obispo es Adriano Cevolotto. Desde el 24 de septiembre de 2018 los obispos llevan el título de abades de San Columbano (en latín: Sancti Columbani).

## Territorio y organización

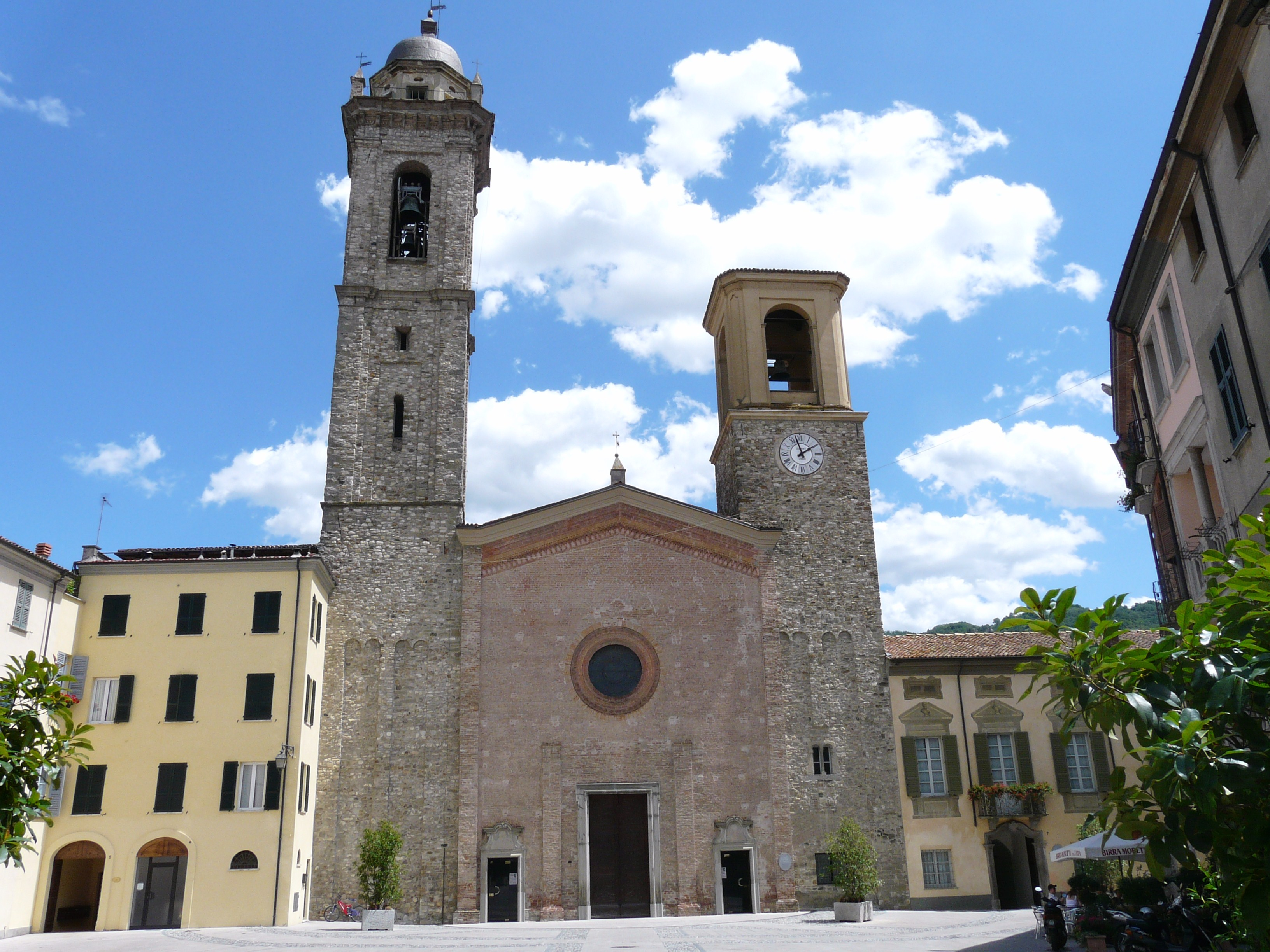
Concatedral de la Asunción de María, en Bobbio

La diócesis tiene 3714 km² y extiende su jurisdicción sobre los fieles católicos de rito latino residentes en parte de 3 regiones administrativas:
- en la provincia de Plasencia de la región de Emilia-Romaña comprende las comunas de: Agazzano, Alseno, Alta Val Tidone, Besenzone, Bettola, Bobbio, Borgonovo Val Tidone, Cadeo, Calendasco, Caorso, Carpaneto Piacentino, Castel San Giovanni, Castell'Arquato, Cerignale, Coli, Corte Brugnatella, Cortemaggiore, Farini, Ferriere, Fiorenzuola d'Arda, Gazzola, Gossolengo, Gragnano Trebbiense, Gropparello, Lugagnano Val d'Arda, Morfasso, Ottone, Piacenza, Pianello Val Tidone, Piozzano, Podenzano, Ponte dell'Olio, Pontenure, Rivergaro, Rottofreno, San Giorgio Piacentino, San Pietro in Cerro, Sarmato, Travo, Vernasca, Vigolzone, Zerba (en parte) y Ziano Piacentino;
- en la provincia de Parma de la región de Emilia-Romaña comprende las comunas de: Albareto (en parte), Bardi, Bedonia, Bore, Borgo Val di Taro, Compiano, Tornolo, Valmozzola, Varsi;
- en la provincia de Pavía de la región de Lombardía comprende las comunas de: Brallo di Pregola (en parte), Colli Verdi (en parte), Menconico (en parte), Romagnese, Val di Nizza (en parte) y Varzi (en parte);
- en la ciudad metropolitana de Génova de la región de Liguria comprende las comunas de: Fontanigorda, Gorreto, Rezzoaglio, Rovegno y Santo Stefano d'Aveto.

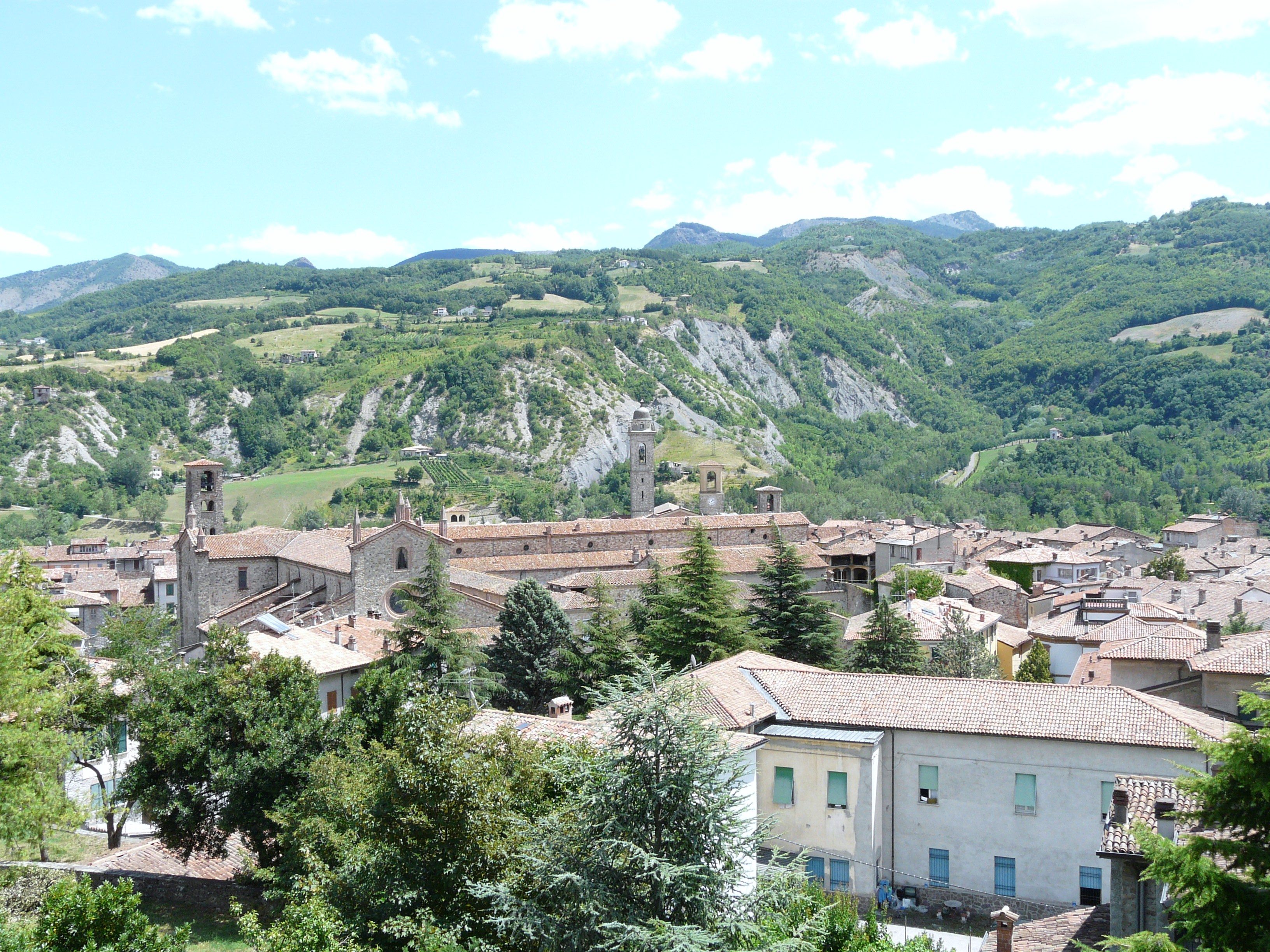
Abadía de San Columbano, en Bobbio

La sede de la diócesis se encuentra en la ciudad de Plasencia (o Piacenza), en donde se halla la Catedral de la Asunción y Santa Justina. En Bobbio se halla la Concatedral de la Asunción de María. Además, en el territorio diocesano se encuentran:
- la abadía de San Columbano, en Bobbio;
- la abadía de Santa María de la Colomba, en Chiaravalle della Colomba;
- la basílica del Santo Sepulcro, en Plasencia;
- la basílica de San Antonino, en Plasencia;
- la basílica de San Sabino, en Plasencia;
- el santuario de la Virgen de San Marcos, en Bedonia;
- la basílica de Santa María de Campagna, en Plasencia;
- el santuario-basílica de la Virgen del Aiuto, en Bobbio;
- la basílica de Santa María de las Gracias, en Cortemaggiore.

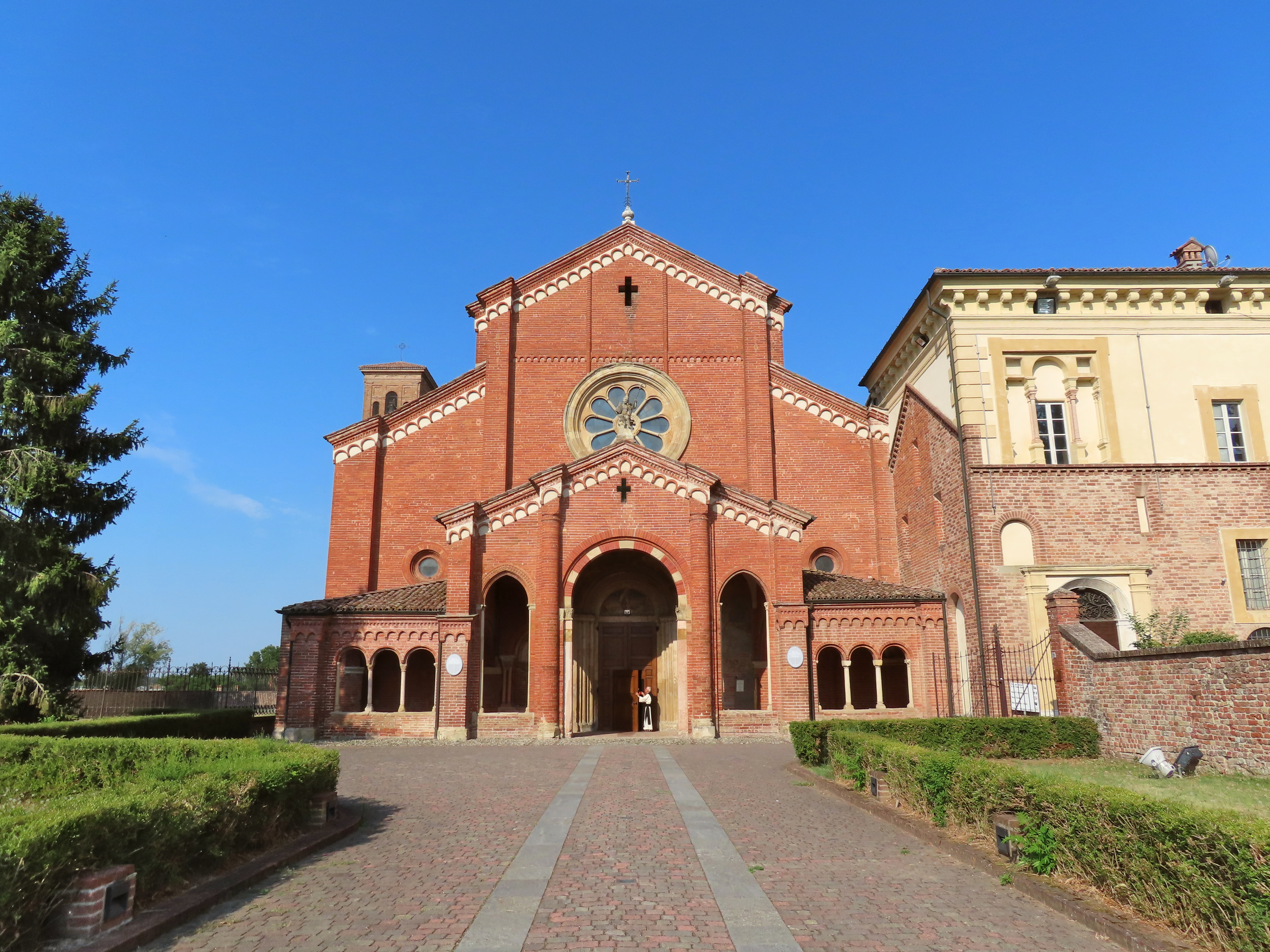
Abadía de Santa María de la Colomba, en Chiaravalle della Colomba

En 2021 en la diócesis existían 418 parroquias agrupadas en 38 comunidades pastorales y estas en 7 vicariatos: Piacenza e Gossolengo, val d'Arda, val Nure, bassa e media val Trebbia e val Luretta, val Tidone, Bobbio, alta val Trebbia, Aveto e Oltre Penice y val Taro e val Ceno.

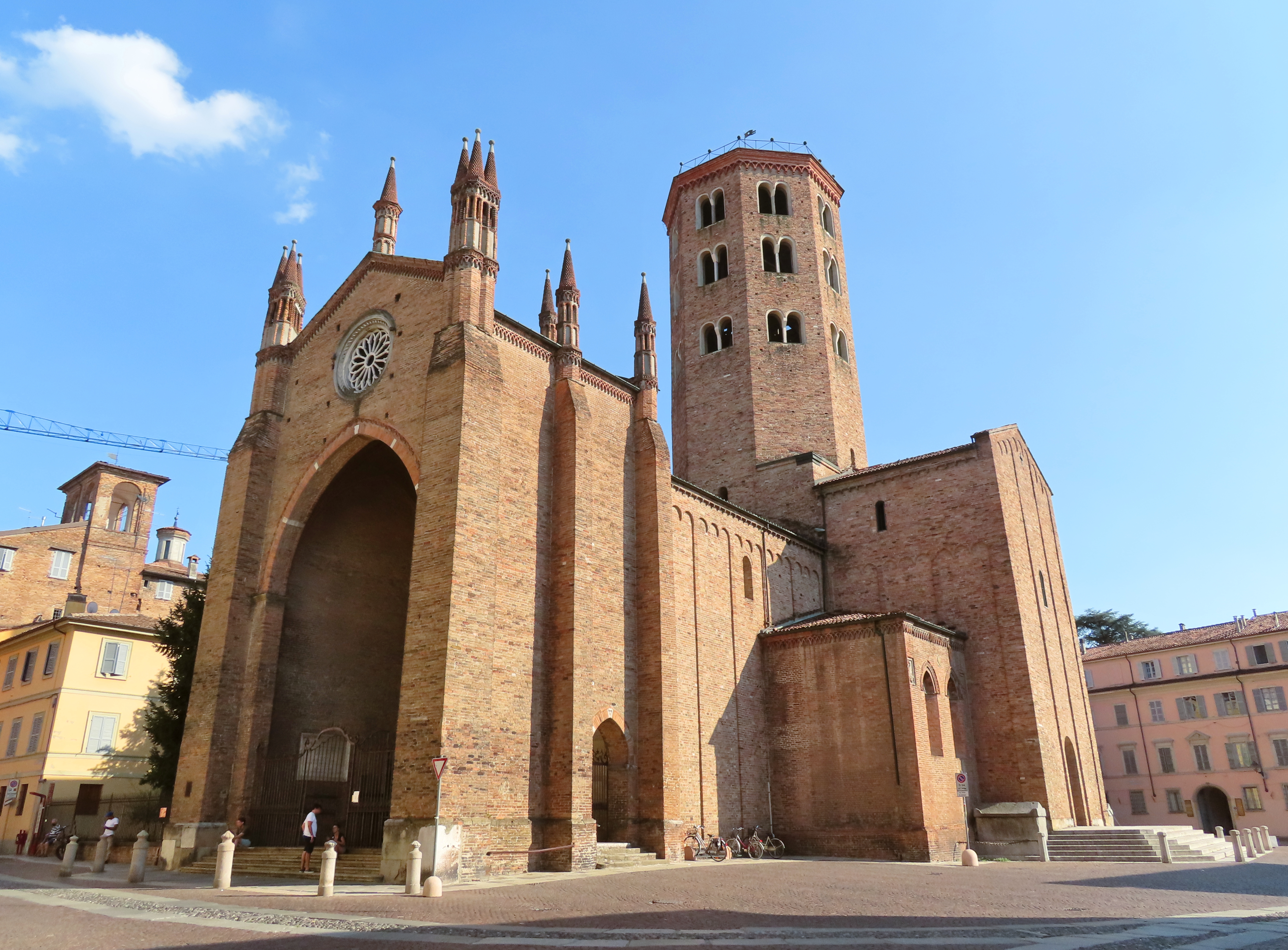
Basílica de San Antonino, en Plasencia

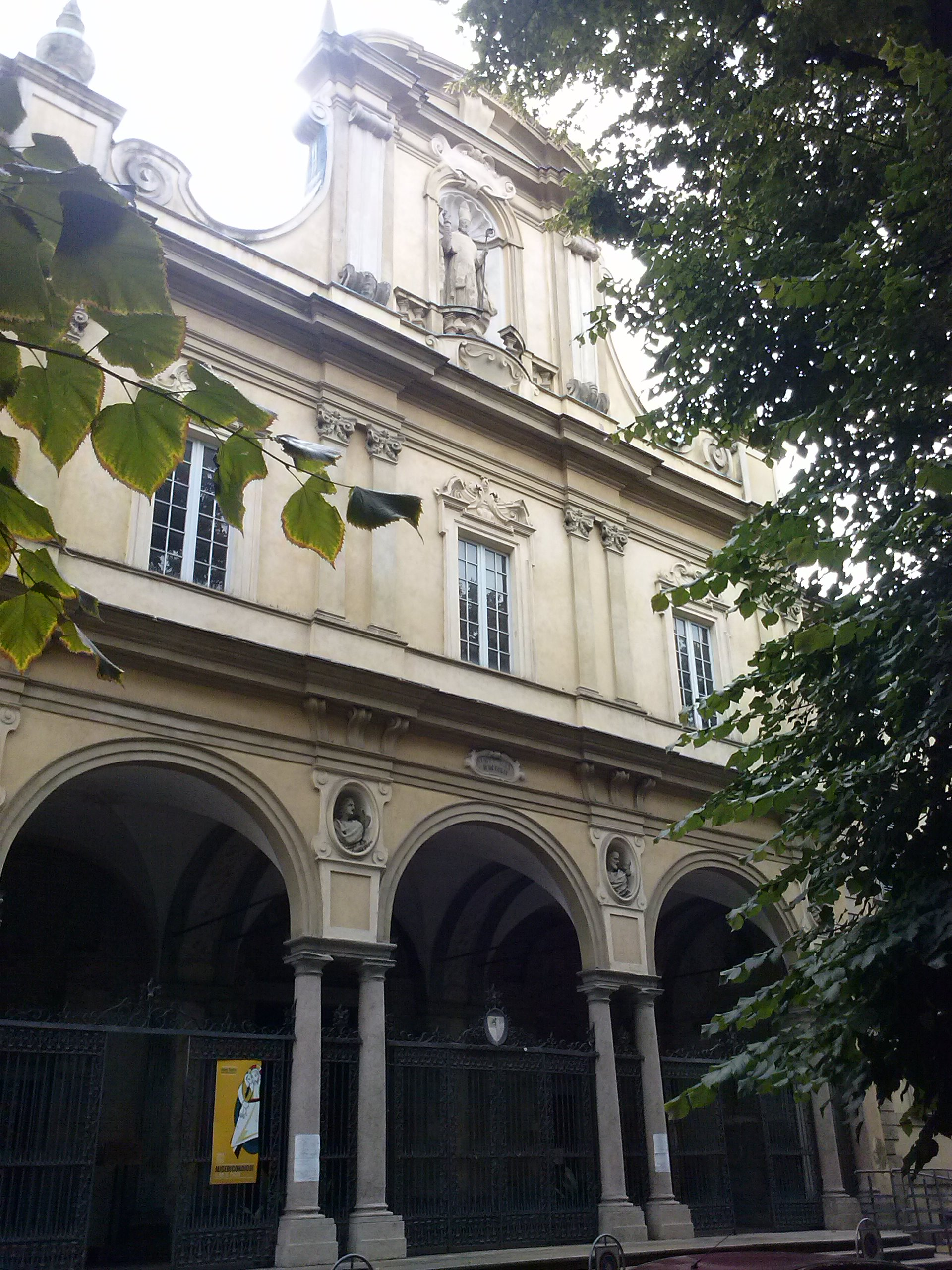
Basílica de San Sabino, en Plasencia

## Historia

### Diócesis de Plasencia
La diócesis de Plasencia fue erigida en el siglo IV. El primer obispo fue san Víctor, que vivió en el siglo IV: construyó la primera iglesia episcopal, inicialmente llamada Victoriana y más tarde San Antonino. Fue declarado santo por su sucesor, san Sabino, que era amigo de san Ambrosio y participó en diversos concilios, combatiendo enérgicamente la herejía de Arrio. Encontró el cuerpo de san Antonino y fundó, junto con un misionero, la antigua basílica de San Pedro en Bobbio, futura primera sede de la posterior abadía de San Columbano fundada por san Columbano en el año 614.
A mediados del siglo V el obispo Avito fue antes emperador romano de Occidente.
Hacia el año 616 el obispo franco Catarasino, exmonje benedictino, fundó la abadía del Santísimo Salvador y San Gal en Val Tolla. Donnino, su sucesor, luchó contra la herejía arriana que se extendió bajo el rey Rotario incluso en Plasencia, donde también se había elegido un antiobispo.
En el siglo VIII, según la leyenda, el obispo Desiderio fue elegido milagrosamente. Fue llamado canciller de la Virgen por su habilidad para escribir alabanzas a la Virgen. Construyó la iglesia de San Juan Bautista, llamada Domo, que luego fue demolida en 1544 para ampliar la Piazza Duomo.
A principios del siglo IX el obispo Podone construyó la iglesia de San Pietro in Foro, en la que más tarde fue enterrado; sus dos hermanas fueron las promotoras de la construcción de la iglesia de Santa María en Caorso. Su sucesor Seufredo II inició la construcción de una nueva catedral intramuros, dedicada a santa Justina, virgen y mártir, bajo su mando se construyó la iglesia de Santa Brígida de Irlanda, dedicada a la patrona de Irlanda santa Brígida, fue fundada por el obispo irlandés san Donato, obispo de Fiesole, para recibir a los peregrinos irlandeses. La iglesia, junto con el xenodochio, el hospital y el hospicio de peregrinos contiguos, en honor a la Santa Resurrección, con diversas posesiones y bienes, fue donada el 20 de agosto de 850 a la abadía de San Columbano de Bobbio. Donación confirmada con un inventario de los bienes de Bobbio en Plasencia, enriquecidos con otras propiedades, bienes y medios en el año 862 por el emperador Luis II el Joven.
El obispo Paolo I se trasladó a la nueva catedral en el año 887 con un capítulo de treinta canónigos, quedando catorce en San Antonino; durante su episcopado, en 874, se fundó el monasterio de San Sixto.
El obispo Everard fundó el monasterio y la iglesia de San Sabino en 903, donde transportó el cuerpo de san Sabino desde Le Mose.
Una controversia enfrentó al obispo Guido I contra el monasterio de Bobbio, ya que el obispo quería anexar algunos territorios de Bobbio a la diócesis. Los monjes columbianos, para defender sus derechos, se dirigieron a Pavía, al rey Hugo, llevando solemnemente el cuerpo de san Columbano, a través de Val Luretta y Val Tidone; obtuvieron satisfacción y llevaron el cuerpo del santo a Bobbio. Tras la muerte del obispo Guido, fue elegido Bosone, hijo del rey Hugo.
El obispo benedictino Sigifredo reconstruyó San Sabino y también San Antonino, que consagró en 1014 y fundó la Congregación de los párrocos urbanos. Fue el obispo Dionisio quien fundó el monasterio y hospital del Santo Sepulcro. Fue excomulgado en 1061 por haber participado en la elección de Cadolao de Parma como antipapa. Posteriormente fue absuelto y permaneció en la silla de Plasencia. San Bonizzone fue rechazado e incluso golpeado por su severidad por un grupo de nobles de Plasencia durante una procesión. Transportado a Cremona, en 1089 murió a causa de sus heridas. Posteriormente fue canonizado.
El obispo Aldo participó en la Primera Cruzada en 1097. Siguió al papa a Francia varias veces y fue un estrecho colaborador de cuatro pontífices. Consagró las iglesias de San Sabino y Santa Eufemia e inició la construcción de la actual catedral. Su sucesor fue el abad Ardaino, que contribuyó a la fundación de la abadía de Chiaravalle della Colomba; introdujo a los templarios en Plasencia y construyó el monasterio de Quartazzola.
Después del Sitio de Crema (1159-1160) y la destrucción de esta ciudad (con la consiguiente proscripción imperial en 1162), las autoridades comunales pidieron no depender más de la diócesis de Cremona en el ámbito eclesiástico (también porque los obispos tenían poderes señoriales sobre él), sino obtener su propia circunscripción eclesiástica o, alternativamente, depender de una diócesis que no tenía intereses políticos en el territorio cremasco. El papa Alejandro III confió así las parroquias de Crema a la diócesis de Plasencia en 1162 (dejando al arcipreste de la iglesia de Santa María, actual catedral de Crema, los poderes de vicario del obispo). Esta decisión fue revisada y cancelada por el papa Inocencio III en 1212, pero debido a la presión de la comuna de Crema, en 1284 las mismas parroquias se dividieron entre las dos diócesis de Cremona y Plasencia con la ciudad de Crema dividida dentro de sus propios muros entre las dos diócesis (y dos provincias eclesiásticas diferentes), situación destinada a durar hasta la erección de la diócesis de Crema en 1580.
En 1204, el obispo Grimerio huyó con su clero primero a Cremona y luego a Castell'Arquato debido al acoso de los cónsules y del pueblo de Plasencia. En 1206 el papa Inocencio III planeó suprimir la diócesis, pero la medida no se llevó a cabo. En 1208 Grimerio celebró un sínodo en Plasencia.
Vicedomino Alberico obtuvo la absolución del pueblo de Plasencia de la excomunión en la que había incurrido por haber acosado a su predecesor san Folco Scotti. Facilitó la construcción de los monasterios de Santa Clara, Santa Franca en Pittolo y el de los dominicos en San Juan.
El 11 de abril de 1580 cedió una porción de territorio para la erección de la diócesis de Crema mediante la bula Super universas del papa Gregorio XIII.
En la segunda mitad del siglo VXIII, la Iglesia de Plasencia sufrió la política jurisdiccionalista del infante Felipe I de Parma y su ministro Guillaume du Tillot, quienes impusieron fuertes limitaciones a la capacidad de la Iglesia para adquirir y poseer bienes inmuebles y heredar. Incluso los eclesiásticos quedaron excluidos de la sucesión hereditaria de sus familias. A los obispos se les prohibió emplear a personas que no fueran laicos y se les quitó jurisdicción sobre hospitales y obras de caridad. Con Fernando de Borbón, aunque era un profundo creyente y partidario de nuevos lugares de culto, no cesaron las ordenanzas ducales para el clero y el papa Clemente XIII hizo publicar un escrito de protesta tan exagerado (Monitorium), que suscitó tales reacciones que en un poco tiempo casi todos los Estados de Europa se posicionaron contra el papa.
En 1807, en período napoleónico, el emperador nombró obispo de Plasencia a Etienne de Paule de Fallot de Béaupré de Beaumont, hasta entonces obispo de Gante; este obispo se mantuvo alineado con las posiciones galicanas que Napoleón impuso a la Iglesia, persiguiendo y encarcelando a quienes se oponían a ella. Como compensación por sus servicios, recibió del emperador el ascenso al arzobispado de Bourges el 14 de abril de 1813. Los canónigos del capítulo de Bourges, sin embargo, se mostraron inflexibles al rechazar a un arzobispo que nunca había obtenido un traslado canónicamente válido. Cuando en 1814 Fallot hizo instalar el trono episcopal para celebrar al día siguiente la solemne pontifical pascual, los canónigos lo derribaron. Mientras tanto, la sede de Plasencia permaneció abandonada, hasta que en 1817 el obispo finalmente renunció a la sede, exigiendo sin embargo una gran pensión que se pagaría con los ingresos de la mensa episcopal.
El 2 de enero de 1809 la diócesis de Pavía renunció a las parroquias de Plasencia de la iglesia parroquial de Fontana Fredda y Roveleto di Cadeo y a la iglesia parroquial de Val Nure con Bettola y la iglesia parroquial de Revigozzo, San Bernardino, Bramaiano, Groppoducale, Rigolo, San Giovanni, Cogno San Bassano (hoy en la comuna de Farini), Leggio, Monte Ossero, Santa María, La Costa, Olmo, Vigolo que luego pasó a la diócesis de Plasencia. Estas modificaciones, sin embargo, no encontraron su sanción canónica hasta el 16 de febrero de 1820 con la bula Paternae charitatis del papa Pío VII; el mismo establecía el traslado a la diócesis de Plasencia de una parroquia de la arquidiócesis de Milán y otras 7 de la diócesis de Lodi, y el traslado de 3 parroquias de Plasencia a la diócesis de Pavía.
En julio de 1860 el tribunal condenó al obispo Antonio Ranza y a diez canónigos a catorce meses de prisión por antipatriotismo. Se trataba de una condena política, porque el obispo había abandonado la ciudad con motivo de la visita del rey Víctor Manuel II de Italia y no había celebrado la fiesta del Estatuto albertino. Durante el proceso, los sacerdotes liberales, parte de los 63 sacerdotes (de aproximadamente 900) que habían firmado la petición de Carlo Passaglia al papa Pío IX, para que renunciara al poder temporal. El obispo Ranza negó los sacramentos a un sacerdote que no se había retractado de su adhesión al documento Passaglia en su lecho de muerte, lo que le costó un nuevo juicio y una nueva condena por parte del tribunal civil.
El 20 de junio de 1964, mediante el decreto Quo aptius de la Congregación para los Obispos, adquirió de la diócesis de Luni, es decir de La Spezia, Sarzana y Brugnato, la localidad de Case Fazzi, en la comuna de Tornolo, hasta entonces perteneciente a la parroquia de Scurtabò.
Originalmente la diócesis de Plasencia estaba sujeta a la provincia eclesiástica de la arquidiócesis de Milán. Hacia finales del siglo VII pasó a ser sufragánea de la arquidiócesis de Ravena hasta 1155, año en el que quedó inmediatamente sujeta a la Santa Sede. Salvo un breve paréntesis en el siglo XVI, en el que estuvo sujeta a la provincia eclesiástica de Bolonia, y a principios del siglo|XIX||s}}, cuando estuvo vinculada a la metrópolis genovesa, Plasencia siempre permaneció sujeta a la Santa Sede hasta el 8 de diciembre de 1976, cuando pasó a ser sufragánea de la arquidiócesis de Módena mediante el decreto Ad maius Christifidelium de la Congregación para los Obispos.
En la diócesis han surgido numerosas congregaciones religiosas: Brígida Morello estableció las Hermanas Ursulinas de María Inmaculada en el siglo XVII; Ana Rosa Gattorno fundó las Hijas de Santa Ana; en 1882 Giuseppe Masnini fundó las Hermanas Siervas del Santuario. El obispo Juan Bautista Scalabrini estableció las Misioneras de San Carlos Borromeo; Francesco Torta fundó en 1921 las Hermanas de la Divina Providencia de la Infancia Abandonada.

### Diócesis de Bobbio
El origen de la sede de Bobbio se remonta a la creación de un monasterio por el santo irlandés Columbano en el otoño del año 614.
El 11 de junio de 628, a petición del abad san Bertulfo que iba en peregrinación a Roma, el papa Honorio I, mediante la bula Si semper sunt, declaró la abadía de San Columbano de Bobbio inmediatamente sujeta a la Santa Sede (nullius dioecesis) y exenta de cualquier jurisdicción episcopal. En tiempos del abad san Bobuleno, el papa Teodoro I confirmó con declaraciones más precisas la independencia del monasterio y sus dependencias de cualquier jurisdicción episcopal mediante la bula Quamquam priscae. Siguió así la abadía, desde la época lombarda hasta la época de los gobernantes carolingios.
A partir de mediados del siglo X el monasterio empezó a decaer. La protección imperial y pontificia comenzó a debilitarse, mientras que la asignación del cargo de abad a personalidades que realmente no lo ejercían, considerándolo sólo una fuente de ingresos, generó problemas administrativos. Se produjo un resurgimiento cuando Gerberto de Aurillac, el futuro papa Silvestre II, nombrado en 982 por Otón II, se convirtió en abad. Gerberto permaneció en Bobbio durante unos meses, regresó a Reims después de la muerte del emperador debido a desacuerdos, pero permaneció como abad hasta el año 999, cuando fue nombrado papa.
El obispado de Bobbio nació el 14 de febrero de 1014, por el emperador Enrique II y el papa Benedicto VIII, siendo el primer obispo el abad Pietroaldo (999-1017), previamente designado por Silvestre II como su sucesor. Fue responsable de la transformación en obispado, para evitar intentos de usurpación por parte de los obispos vecinos de Plasencia y Tortona. El proyecto se definió en diciembre de 1013 con la reunión oficial en Pavía entre Enrique II y el abad del monasterio de Bobbio, Pietroaldo, para intentar poner fin definitivamente a los conflictos pasados entre el monasterio y las diócesis vecinas con diversas usurpaciones del patrimonio monástico. Con la elevación del monasterio a la sede episcopal, se eliminó cualquier pretexto para injerirse. El 14 de febrero de 1014, Enrique II se encontraba en Roma para la solemne coronación con su esposa Cunegonda, y allí se llevó a cabo el proyecto, elevando a Bobbio al estatus de ciudad y obispado.
El abad-obispo Pietroaldo asumió, por lo tanto, ambos títulos, abacial y episcopal, que aparecen en un acta de 7 de abril de 1017 en la que Pietroaldo es llamado abad y obispo: [domn]us Petroaldis abbas et episcopus monasterio sancti Columbani sito Bobio. La unión de los dos cargos y de los respectivos territorios se dividió tras la muerte de Pietroaldo, aunque posteriormente todavía hubo abades elegidos obispos; sin embargo, la concesión de la dignidad episcopal al abad fue superada en poco tiempo. Desde el tercer decenio hasta finales del siglo XI, los obispos que se sucedieron ya no parecen coincidir con los abades del monasterio, mientras que desde finales del tercer decenio hasta principios del quinto del siglo XII, las dignidades episcopal y abacial fueron asumidas por última vez por la misma persona, el abad Simone.
El territorio de la diócesis de Bobbio se obtuvo en parte mediante la combinación de los feudos del monasterio que permanecieron independientes en la zona de los Apeninos donde hoy se encuentran los territorios regionales de Emilia, Liguria, Lombardía y Piamonte; y en parte de la restitución parcial de territorios tanto por parte de la diócesis de Tortona (Oltrepò) como de la diócesis de Plasencia.
En 1017 el obispo y abad Attone decidió trasladarse temporalmente a la antigua iglesia romana de Santa María (de la que se conservan restos junto con la llamada torre "obispal" junto al castillo de Malaspina-Dal Verme). Nombró abad a Boso, separando el obispado de la abadía. Posteriormente, el prestigio del obispo de Bobbio aumentó gracias a importantes donaciones que ampliaron la diócesis por todo el valle de Trebbia hacia Génova, en el valle de Tidone, en el valle de Staffora y el afluente de Nizza hacia Pavía, y en el valle de Nure, en Aveto valle, valle de Sturla, valle de Ceno y valle de Taro y en el valle de Fontanabuona hasta Lunigiana. La circunscripción episcopal territorial era, por tanto, muy extensa e irregular, con una red de iglesias dispersas en un área geográfica muy amplia, pero apretujada entre las diócesis de Tortona, Plasencia y Génova, y que sólo era compacta alrededor de Bobbio y el valle de Trebbia.
Sigifredo fue el primer obispo-conde de Bobbio desde 1028 por concesión del emperador Conrado II en el diploma del 23 de diciembre de 1027, con el que el emperador determinaba las propiedades y el territorio de la diócesis. Además de los bienes de la diócesis de Bobbio, también se definieron las propiedades pertenecientes al monasterio de San Paolo di Mezzano Scotti, que también recibió los bienes ubicados en el valle de Tidoncello; los fondos depositados en Nibbiano y Val Tidone también fueron destinados al monasterio de San Columbano en Bobbio. La parte de los bienes que recayó en el obispado de Bobbio era mayor en tamaño e importancia que la del monasterio: este enorme patrimonio, que en los siglos siguientes se desmoronó y se perdió de diversas maneras, en los primeros tiempos aseguró al obispado una enorme e inesperada riqueza.
Luizo (o Luizone) (1046-1058), obispo y abad del monasterio, intervino en 1046 en un sínodo de Pavía. Hizo una donación de algunos bienes a sus canónigos. Opizo (u Opizone) (1059-1068), obispo y abad del monasterio, participó en el sínodo romano de abril de 1059.
En 1075, sin embargo, el obispo-abad conde Guarnerio (1073-1095) trasladó la sede de la diócesis a la nueva catedral de Santa María Asunta, transfiriendo su título de la anterior sede temporal al castillo, y construyó la primera iglesia del santuario de la Madonna del Penice; en 1081 traicionó al papa Gregorio VII ante el emperador Enrique IV y sufrió la excomunión. Su sucesor fue designado el obispo Ugone, que sólo pudo asumir el cargo tras la fuga de Guarnerio en 1095. A partir de este acontecimiento comenzó la decadencia de la diócesis y de Bobbio. Los sucesores inmediatos de Guarnerio apenas lograron mantener vivo el poder temporal, pero alrededor de 1125 volvió la fórmula obispo-abad, con la elección del obispo Simone Malvicino.
El obispo Ugo (o Ugone) es una persona casi desconocida: sus huellas sólo quedan en la serie cronológica de obispos realizada al final del sínodo de 1729 por el obispo Cornaccioli. El obispo Alberto I modificó el altar de la catedral girándolo hacia el ábside y colocando una gran cruz en el centro, donó una lámpara y dio instrucciones para que siguiera ardiendo ininterrumpidamente delante del crucifijo, también hizo donaciones al monasterio.
En la época de Simone Malvicino, la sede de Bobbio se convirtió en sufragánea de la recién erigida sede metropolitana de Génova (1133). Según Savio, la primera mención de esta subordinación se encuentra en una bula del papa Alejandro III del 19 de abril de 1161. De vez en cuando surgían disputas entre el obispo y los monjes, por ello, en 1199, el papa Inocencio III publicó dos bulas en las que restablecía los poderes espirituales y temporales a la abadía, pero, al mismo tiempo, autorizaba al obispo a deponer a un abad si no le hubiera obedecido.
En 1152 los gibelinos lograron apoderarse del palacio episcopal y el obispo Oberto Malvicino fue asesinado, provocando la intervención del emperador Federico I Barbarroja, quien nombró al obispo Guglielmo da Oneto como administrador apostólico temporal. Sin embargo, 1173, Plasencia conquistó Bobbio que entró en la Liga Lombarda; con la recuperación de la ciudad el abad y obispo titular Oglero Malvicino recuperó su pleno cargo.
En 1184, san Alberto Avogadro fue nombrado obispo: ocupó la diócesis sólo durante un año y luego fue trasladado primero a Vercelli y luego se convirtió en patriarca de Jerusalén, donde fue asesinado el 14 de septiembre de 1214.
El obispo Oberto Rocca, después de haber tenido duras disputas con los monjes de la abadía, respetó el arbitraje del papa Inocencio III que puso fin a la discordia en 1218. Posteriormente, sin embargo, tuvo que afrontar el descontento popular por su administración temporal, hasta el punto de que en 1230 entregó todo el poder temporal a la comuna de Plasencia durante cincuenta años, a cambio de una pensión anual.
Bajo el obispo Alberto de Andito se inició en Bobbio la construcción de la iglesia y monasterio de San Francisco, en el terreno donado al mismo san Francisco de Asís que fue a la ciudad para resolver una de las habituales disputas entre abad y obispo. En 1273 abdicó bajo el papa Gregorio X. En la época del obispo Giovanni Gobbi se inició la construcción del convento de Santa Clara. El obispo dominico Giordano Montecucco reformó el monasterio y depuso al abad Alberto. Bajo el obispo Alessio Seregno se construyó la iglesia de San Lorenzo y se estableció la cofradía del mismo nombre. El obispo Marziano Buccarini reconstruyó el palacio episcopal devastado por el incendio y el 30 de septiembre de 1448 ejecutó la bula del papa Nicolás V que suprimió la orden columbiana y asignó el monasterio a la congregación benedictina de Santa Justina de Padua. Además, en 1458 impuso la reclusión a las monjas de Santa Clara.
En 1565 el cardenal Francesco Abbondio Castiglioni celebró el primer sínodo diocesano, el primero de una larga serie que continuó hasta el obispo Antonio María Gianelli. El obispo Camillo Aulari decidió fundar el seminario y también colocó a los ermitaños de San Agustín de Montebruno en la iglesia de San Nicolás (1604). Bajo el obispo Marco Antonio Bellini se restauró la iglesia de San Lorenzo y se produjeron las milagrosas manifestaciones de la Madonna dell'Aiuto. La construcción del santuario de la Madonna dell'Aiuto comenzó con su sucesor Francesco Maria Abbiati, quien restauró el palacio episcopal y el santuario de Penice. El obispo Alessandro Porro completó la restauración de la sede episcopal, la construcción del santuario de Aiuto y entregó la iglesia de San Nicolás al seminario; su sucesor Bartolomeo Capra construyó la nueva sede del seminario. El obispo Ildefonso Manara hizo pintar frescos en la catedral y el palacio episcopal por Francesco Porro. El obispo Carlo Cornaccioli completó las obras de la catedral y estableció el archivo-biblioteca del obispo. En 1729 se encargó de una cronología de los prelados bobbianos haciendo que el propio Porro decorara el salón de honor del episcopio con las imágenes de todos los obispos. La serie fue posteriormente redefinida por sus sucesores. Gaspare Lancellotto Birago fue el único obispo enterrado en el santuario de la Madonna dell'Aiuto, de quien era muy devoto. Ludovico Therin Bonesio inició la construcción del nuevo hospital episcopal frente al santuario del Aiuto.
Entre el siglo XIV y el siglo XVII el patrimonio territorial de la mensa episcopal de Bobbio y sus alrededores incluía cinco iglesias parroquiales y veintiuna iglesias, mientras que el territorio de la diócesis contaba con cinco arciprestazgos, veinticuatro rectorías y dos anexos.
En época napoleónica la diócesis fue suprimida de 1803 a 1817, junto con todos los monasterios y conventos, incluido el de San Columbano; en este período el territorio de bobbiense fue anexado, junto con la suprimida diócesis de Tortona, primero a la diócesis de Alessandria y luego con esta última, a partir del 17 de julio de 1805, a la reconstituida de diócesis de Casale Monferrato. Bobbio fue degradado a distrito eclesiástico, que fusionó las parroquias inicialmente Tortona de San Alberto de Butrio y San Eusebio de Fortunago (bajo el antiguo vicariato de Bobbio de Val di Nizza); Cencerate, Colleri, Pregola (bajo el antiguo vicariato de Bobbio de Pieve de Montarsolo de Corte Brugnatella); Ottone, Campi, Gorreto, Cerignale, Carisasca, Orezzoli, Zerba, Selva, Alpepiana, Rezzoaglio, Allegrezze (con Ottone capopieve); Rovegno, Fontanarossa, Alpe, Casanova, Cabanne, Canale, Priosa, Fontanigorda (con Rovegno capopieve).
En 1817 el rey Víctor Manuel I de Cerdeña propuso al papa Pío VII la restauración de la diócesis de Bobbio. La diócesis fue erigida de nuevo el 17 de julio de 1817 mediante la bula Beati Petri y al mismo tiempo agregada a la provincia eclesiástica de Génova. El 23 de noviembre, el vicario apostólico Francesco Carnevale leyó las cartas apostólicas de la nueva erección en la catedral de Bobbio; en mayo de 1818 Isaia Volpi fue nombrado obispo.
En 1818 el territorio contaba con 44 parroquias: 14 parroquias entre Oltrepò y Val Tidone en los vicariatos de Zavattarello, Val di Nizza y Oramala, siempre dependientes de Bobbio, pasaron a la diócesis de Tortona, mientras que de esta última diócesis las parroquias de Allegrezze, Alpepiana, Cabanne, Canale, Cariseto, Casanova, Cerignale, Fontanigorda, Orezzoli, Ottone, Priosa, Rezzoaglio, Rovegno y Zerba; los vicariatos de Gorreto y Pej di Zerba permanecieron bajo Tortona.
De 1838 a 1846 el obispo de Bobbio fue san Antonio María Gianelli, segundo patrono de la ciudad y fundador de la orden de las Hijas de María Santísima del Huerto, conocidas como las monjas gianellinas, a las que colocó en la iglesia de San Nicolás y en el hospital del obispo.
El obispo Pasquale Morganti fundó el 9 de julio de 1903 el semanario católico diocesano La Trebbia.
El 4 de agosto de 1923, mediante el breve Quandoquidem hoc del papa Pío XI, los obispos de Bobbio asumieron el título honoris causa de abades de San Columbano.
El obispo Pietro Zuccarino inició la construcción del nuevo seminario, inaugurado en 1960, y la transformación del antiguo seminario en archivo histórico diocesano, donde se descubrieron algunos códices de pergamino iluminados procedentes del monasterio de San Columbano, suprimido en 1803.
El 7 de diciembre de 1963, con la carta apostólica Felix sane, el papa Pablo VI proclamó a san Antonio María Gianelli y san Columbano, principales patronos de la diócesis.
El 7 de marzo de 1974 el cardenal Giuseppe Siri, arzobispo de Génova, fue nombrado administrador apostólico de la diócesis, vacante tras la muerte del obispo Pietro Zuccarino. El 16 de mayo del mismo año, se le unió como obispo auxiliar de esta diócesis Giacomo Barabino, que permaneció hasta 1989, cuando tomó posesión de la diócesis de Ventimiglia-San Remo, a la que había sido trasladado.
El 30 de septiembre de 1986, la diócesis de Bobbio, compuesta por 71 parroquias, divididas entre las provincias de Plasencia, Génova, Pavía y Parma, fue anexada en plena unión con la de Génova, en virtud del decreto Instantibus votis de la Congregación para los Obispos; el nuevo distrito eclesiástico tomó el nombre de arquidiócesis de Génova-Bobbio.

### Diócesis de Plasencia-Bobbio
El 16 de septiembre de 1989, mediante el decreto Pastoralis collocatio de la Congregación para los Obispos, el territorio de la antigua diócesis de Bobbio fue separado de Génova y agregado a Plasencia, formando la nueva diócesis de Plasencia-Bobbio; al mismo tiempo se unieron a la diócesis de Chiavari tres parroquias del valle de Sturla: San Bartolomeo en Borzonasca, Santi Vincenzo y Anastasio en Caregli y Santa Margherita en Brizzolara.
El vicariato de Bobbio se estableció en lo que queda del territorio de la diócesis de Bobbio, con diversos movimientos territoriales entre vicariatos; al vicariato de Bobbio se han sumado las parroquias de Mezzano Scotti di Bobbio, Peli y Scabiazza di Coli, Ozzola di Corte Brugnatella, Castagnola, Cattaragna con Salsominore di Ferriere; mientras que las parroquias de Caminata, Trebecco di Nibbiano y Lazzarello di Pecorara pasaron al vicariato de Val Tidone; y los de Calice, Casalporino, Drusco y Romezzano di Bedonia pasaron al vicariato de Val di Taro y Val di Ceno.
El territorio cambió el 14 de enero de 2003, cuando la diócesis de Plasencia-Bobbio adquirió 6 parroquias de Parma, Massa Carrara-Pontremoli y Fidenza, cediendo al mismo tiempo 2 parroquias a Parma y 10 a Fidenza.
El 24 de septiembre de 2018 la Congregación para los Obispos confirmó que el título de abad de San Columbano, atribuido el 4 de agosto de 1923 a los obispos de Bobbio, pasó por derecho a los obispos de Plasencia-Bobbio.

## Estadísticas
Según el Anuario Pontificio 2022 la diócesis tenía a fines de 2021 un total de 286 541 fieles bautizados.
de 
| Año                                                                             | Población            | Población | Población      | Sacerdotes | Sacerdotes    | Sacerdotes    | Bautizados por sacerdote | Diáconos permanentes | Religiosos | Religiosos | Parroquias |
| Año                                                                             | Bautizados católicos | Total     | % de católicos | Total      | Clero secular | Clero regular | Bautizados por sacerdote | Diáconos permanentes | Varones    | Mujeres    | Parroquias |
| ------------------------------------------------------------------------------- | -------------------- | --------- | -------------- | ---------- | ------------- | ------------- | ------------------------ | -------------------- | ---------- | ---------- | ---------- |
| Diócesis de Plasencia                                                           |                      |           |                |            |               |               |                          |                      |            |            |            |
| 1950                                                                            | 348 000              | 350 000   | 99.4           | 675        | 550           | 125           | 515                      |                      | 122        | 600        | 365        |
| 1969                                                                            | 301 500              | 304 000   | 99.2           | 596        | 480           | 116           | 505                      |                      | 198        | 944        | 332        |
| 1980                                                                            | 292 000              | 294 000   | 99.3           | 491        | 413           | 78            | 594                      |                      | 108        | 590        | 380        |
| Diócesis de Bobbio                                                              |                      |           |                |            |               |               |                          |                      |            |            |            |
| 1950                                                                            | 30 000               | 30 000    | 100.0          | 85         | 85            | -             | 352                      |                      |            | 35         | 62         |
| 1958                                                                            | 32 000               | 32 000    | 100.0          | 98         | 98            | -             | 326                      |                      |            | 31         | 70         |
| 1969                                                                            | 23 890               | 23 890    | 100.0          | 80         | 80            | -             | 298                      |                      |            | 27         | 59         |
| 1980                                                                            | 17 300               | 17 800    | 97.2           | 71         | 71            | -             | 243                      |                      |            | 27         | 71         |
| Diócesis de Plasencia-Bobbio                                                    |                      |           |                |            |               |               |                          |                      |            |            |            |
| 1990                                                                            | 296 000              | 298 000   | 99.3           | 478        | 411           | 67            | 619                      | 19                   | 94         | 586        | 428        |
| 1999                                                                            | 287 000              | 289 000   | 99.3           | 397        | 341           | 56            | 722                      | 27                   | 74         | 450        | 428        |
| 2000                                                                            | 279 000              | 285 000   | 97.9           | 396        | 342           | 54            | 704                      | 30                   | 69         | 448        | 428        |
| 2001                                                                            | 279 000              | 285 000   | 97.9           | 396        | 339           | 57            | 704                      | 31                   | 74         | 500        | 428        |
| 2002                                                                            | 290 000              | 295 000   | 98.3           | 386        | 329           | 57            | 751                      | 33                   | 69         | 399        | 428        |
| 2003                                                                            | 290 000              | 297 000   | 97.6           | 372        | 318           | 54            | 779                      | 34                   | 58         | 399        | 428        |
| 2004                                                                            | 265 000              | 275 000   | 96.4           | 374        | 323           | 51            | 708                      | 34                   | 55         | 365        | 428        |
| 2013                                                                            | 321 400              | 335 340   | 95.8           | 287        | 245           | 42            | 1119                     | 40                   | 50         | 360        | 422        |
| 2016                                                                            | 325 250              | 337 632   | 96.3           | 225        | 218           | 7             | 1445                     | 42                   | 11         | 298        | 420        |
| 2019                                                                            | 314 632              | 335 359   | 93.8           | 201        | 189           | 12            | 1565                     | 49                   | 18         | 243        | 420        |
| 2021                                                                            | 286 541              | 324 685   | 88.3           | 220        | 189           | 31            | 1302                     | 50                   | 43         | 256        | 418        |
| Fuente: Catholic-Hierarchy, que a su vez toma los datos del Anuario Pontificio. |                      |           |                |            |               |               |                          |                      |            |            |            |

## Episcopologio

### Obispos de Plasencia
- San Vittore † (IV)
- San Sabino † (antes de 381-después de 392/393)
- San Mauro † (primera mitad del siglo V)
- San Floriano †[nota 3]
- Majorano † (mencionado en 451)
- Avito † (456-?)
- Placido † (457?)
- Silvano (o Silvino) † (483?)
- Giovanni I † (503?)
- Seufredo † (532?)[nota 4]
- Siro † (540?)
- Vindemiale † (560?)
- Bonifacio † (590?)[nota 5]
- Giovanni II † (595?)[nota 6]
- Catarasino, O.S.B. † (siglo VII)
- Donnino † (siglo VII)
- Floriano II † (siglo VII)
- Placenzio † (mencionado en 680)
- Giovanni III † (fines del siglo VII-inicios del siglo VIII)
- Oldoardo (o Aldoardo) † (siglo VIII)
- Tommaso I, O.S.B. † (antes de 744-después de 746)
- Desiderio † (siglo VIII)
- Giuliano † (mencionado en 808)
- Podone † (antes de 820-19 de junio de 839 falleció)
- Seufredo II † (mencionado en 855)
- Paolo I † (antes de 874-después de 882)
- Mauro II † (mencionado en 885)[nota 7]
- Bernardo I † (890-893 falleció)
- Everardo † (mencionado en 901)
- Guido I, O.S.B. † (circa 904-circa 940)
- Bosone † (siglo X)
- Sigolfo † (antes de 951-988 falleció)
- Giovanni IV Filagato, O.S.B. † (988 por sucesión-997)
- Sigifredo, O.S.B. † (997-14 de abril de 1031 falleció)
- Pietro I † (1031-circa 1038 falleció)
- Aicardo † (1038-?)
- Ivo † (antes de abril de 1040-circa 1045 falleció)
- Guido II † (1045-1049)
- Dionigi † (1049-1075 depuesto)
- Maurizio † (1076-?)
- San Bonizone † (1082-14 de julio de 1089 falleció)
- Vindricio † (1091-después de octubre de 1095)
- Aldo † (1096-1118)
- Arduino † (1118-1147 falleció)
- Giovanni V, O.Cist. † (1147-1155 renunció)
- Ugo Pierleoni † (1155-1166 falleció)
- Tedaldo, C.R.L. † (junio de 1167-25 de mayo de 1192 falleció)
- Ardizzone, C.R.S.A. † (1 de julio de 1192-3 de junio de 1199 falleció)
- Grimerio della Porta, O.Cist. † (11 de julio de 1199-8 de abril de 1210 falleció)
- San Folco Scotti † (1210-1216 nombrado obispo de Pavía)
- Vicedomino Cossadoca Alberico † (5 de octubre de 1217-14 de febrero de 1235 falleció)
- Egidio, O.Cist. † (1236-3 de mayo de 1243 falleció)
- Beato Alberto Prandoni, O.E.S.A. † (14 de marzo de 1244-1257 nombrado obispo de Ferrara)
- Filippo Fulgoso † (1257-1294 falleció)
- Alberigo Visconti † (16 de abril de 1295-28 de febrero de 1301 nombrado obispo de Fermo)
- Rainerio, O.Cist. † (1301-1301 falleció)
- Uberto degli Avvocati † (3 de julio de 1301-1302 renunció)[nota 8]
- Ugo Pelosi † (5 de mayo de 1302-14 de febrero de 1317 falleció)
  - Federico Maggi † (circa 1317-1323 falleció) (obispo electo)[nota 9]
- Bernardo Cario † (10 de marzo de 1323-1330? falleció)
- Rogerio Caccia † (7 de diciembre de 1338-1354 falleció)[nota 10]
- Pietro Cocconato † (20 de febrero de 1355-1372 falleció)
- Francesco Castiglioni, C.R.L. † (1 de diciembre de 1372-1373 falleció)
- Uberto Zagno † (16 de mayo de 1373-? falleció)
- Corrado Giorgi, O.S.B. † (9 de junio de 1376-?)
- Andrea Segazeno, O.E.S.A. † (4 de noviembre de 1381-14 de enero de 1383 nombrado obispo de Brescia)
- Guglielmo Centueri, O.F.M. † (17 de junio de 1383-27 de septiembre de 1386 nombrado obispo de Pavía)
- Pietro Filargo, O.F.M. † (5 de octubre de 1386-23 de enero de 1388 nombrado obispo de Vicenza, sucesivamente electo antipapa con el nombre de Alejandro V)
- Pietro Maineri † (24 de abril de 1388-1404 falleció)
- Branda Castiglioni † (16 de agosto de 1404-1409 renunció)
- Bartolomeo Caccia, O.P. † (10 de julio de 1409-1410 o 1411)
- Alessio da Seregno, O.F.M. † (27 de agosto de 1411-1 de enero de 1447 falleció)
- Nicolò Amidano † (15 de enero de 1448-19 de marzo de 1453 nombrado arzobispo de Milán)
- Giovanni Campesi † (23 de marzo de 1453-12 de abril de 1475 falleció)
- Michele Marliani † (24 de abril de 1475-12 de octubre de 1475 falleció)
- Sagramoro Sagramori † (23 de octubre de 1475-15 de enero de 1476 nombrado obispo de Parma)
- Fabrizio Marliani † (15 de enero de 1476-1508 falleció)
- Antonio IV Trivulzio † (31 de julio de 1508-9 de enero de 1509 nombrado obispo de Asti)
- Vasino Malabayla † (1 de febrero de 1509-26 de septiembre de 1519 nombrado obispo de Asti)
- Antonio IV Trivulzio † (26 de septiembre de 1519-1519 falleció) (por segunda vez)
  - Scaramuccia Trivulzio † (1519-31 de mayo de 1525 renunció) (administrador apostólico)
- Catalano Trivulzio † (31 de mayo de 1525-1559 falleció)
- Gianbernardino Scotti † (9 de agosto de 1559-1568 renunció)
- Beato Paolo Burali d'Arezzo, C.R. † (23 de julio de 1568-19 de septiembre de 1576 nombrado arzobispo de Nápoles)
- Tommaso Gigli † (12 de noviembre de 1576-1578 falleció)
- Filippo Sega † (3 de octubre de 1578-29 de mayo de 1596 falleció)
- Claudio Rangoni † (2 de diciembre de 1596-13 de septiembre de 1619 falleció)
- Giovanni Linati † (13 de enero de 1620-2 de abril de 1627 falleció)
- Alessandro Scappi † (17 de mayo de 1627-20 de junio de 1650 falleció)
  - Maffiolo † (1650 o 1651-29 de julio de 1651 falleció) (obispo electo)[nota 11]
- Giuseppe Zandemaria † (9 de noviembre de 1654-6 de abril de 1681 falleció)
  - Sede vacante (1681-1688)
- Giorgio Barni † (17 de mayo de 1688-31 de agosto de 1731 falleció)
- Gherardo Zandemaria † (17 de diciembre de 1731-5 de noviembre de 1746 falleció)
- Pietro Cristiani † (10 de abril de 1747-21 de octubre de 1765 falleció)
- Alessandro Pisani † (2 de junio de 1766-14 de marzo de 1783 falleció)
- Gregorio Cerati † (18 de julio de 1783-17 de febrero de 1807 falleció)
- Etienne de Paule de Fallot de Béaupré de Beaumont † (3 de agosto de 1807-7 de abril de 1817 renunció)
- Carlo Scribani Rossi † (28 de julio de 1817-21 de octubre de 1823 falleció)
- Lodovico Loschi † (3 de mayo de 1824-14 de junio de 1836 falleció)
- Luigi Sanvitale † (21 de noviembre de 1836-25 de octubre de 1848 falleció)
- Antonio Ranza † (2 de abril de 1849-20 de noviembre de 1875 falleció)
- San Giovanni Battista Scalabrini † (28 de enero de 1876-1 de junio de 1905 falleció)
- Giovanni Maria Pellizzari † (12 de septiembre de 1905-18 de septiembre de 1920 falleció)
- Ersilio Menzani † (16 de diciembre de 1920-30 de junio de 1961 falleció)
- Umberto Malchiodi † (30 de junio de 1961 por sucesión-3 de octubre de 1969 retirado[nota 12])
- Enrico Manfredini † (4 de octubre de 1969-18 de marzo de 1983 nombrado arzobispo de Bolonia)
- Antonio Mazza † (20 de agosto de 1983-16 de septiembre de 1989 nombrado obispo de Plasencia-Bobbio)

### Obispos de Bobbio

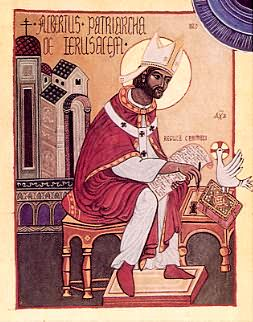
San Alberto Avogadro, obispo de Bobbio de 1184 a 1185

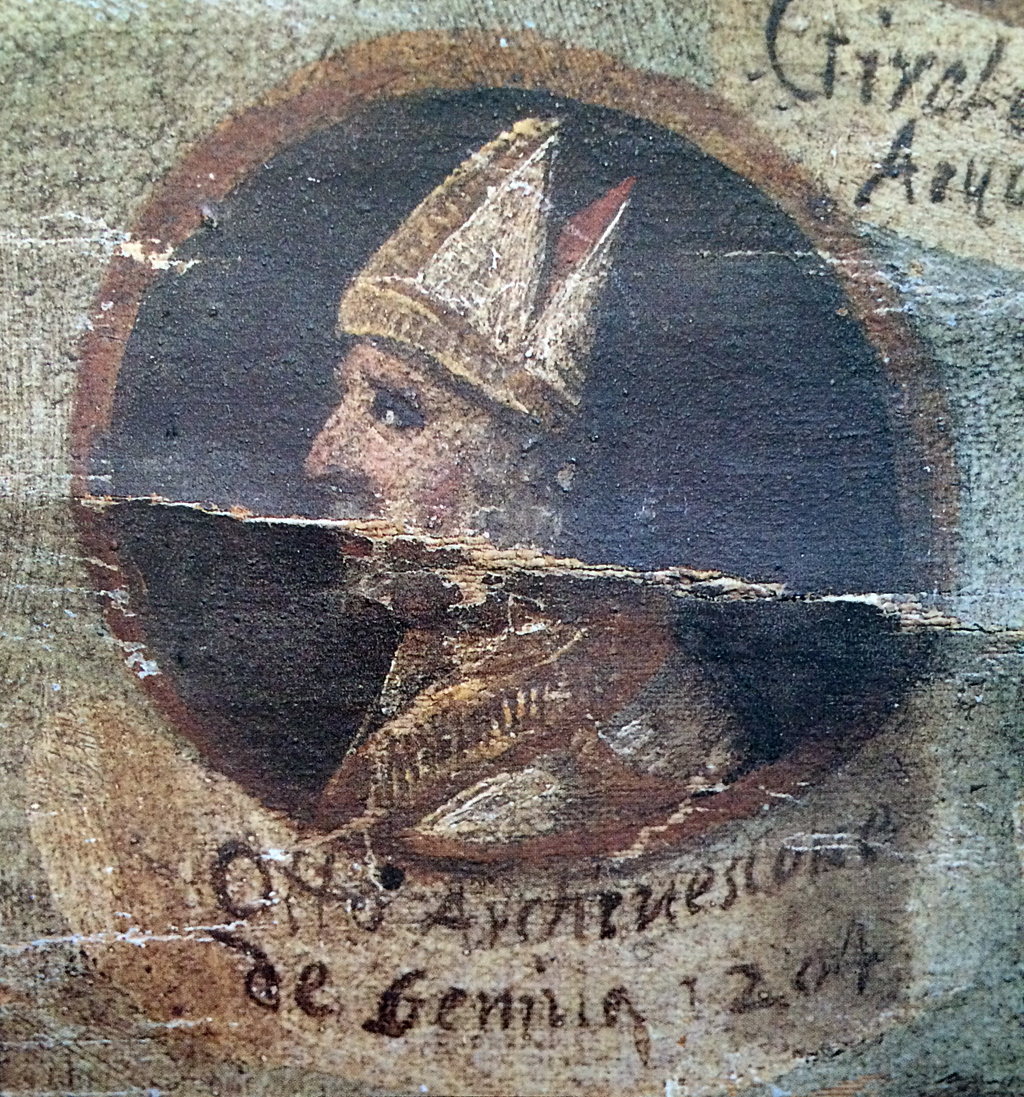
Ottone Ghilini, obispo de Bobbio de 1185 a 1203

- Pietroaldo † (febrero de 1014-después del 8 de abril de 1017 falleció)[32]
- Attone (o Atto) † (1017-1027 falleció)
- Sigefredo (o Sigifredo) † (antes del 23 de octubre de 1027-1046? falleció)
- Luisone (o Luizo) † (antes de octubre de 1046-1058? falleció)
- Opizzone (o Opizo) † (antes de abril de 1059-1068? falleció)[32]
- Guarnerio † (1068-?)[nota 13]
- Ugo † (1085-1098? falleció)[nota 14]
- Alberto I † (1098-1118? falleció)[32]
- Oddone (o Oddo) † (mencionado en 1118)
- Pallemone (?-1125)
- Simone Malvicino † (antes de noviembre de 1125-1148 falleció)
- Oberto Malvicino † (1148-1152 falleció)[32]
- Oglerio Malvicino † (antes del 8 de julio de 1153-circa 1176 falleció)
- Gandolfo † (1177-después del 20 de enero de 1184 falleció)
- San Alberto Avogadro † (1184-después del 9 de enero de 1185 nombrado obispo de Vercelli)
- Ottone Ghilini † (1185-18 de noviembre de 1203 nombrado arzobispo de Génova)
- Oberto Rocca C.R.S.A. † (1203-1233 falleció)
- Alberto De Andito † (junio de 1233-1273 renunció)[nota 15]
- Giovanni Gobbi, C.R.S.A. † (18 de enero de 1274-1296 falleció)
- Pietro Rubiani, O.P. † (1296-1326 falleció)
- Giordano Montecucco, O.P. † (24 de octubre de 1326-1339 falleció)
- Carlo Calvi † (1339-1362 falleció)
- Roberto Lanfranchi, O.E.S.A. † (6 de abril de 1362-1396 falleció)[33]
- Uberto Torano † (10 de enero de 1396-1404 falleció)
- Alessio da Seregno, O.F.M. † (26 de septiembre de 1404-20 de agosto de 1409 nombrado obispo de Gap)
- Lancellotto Fontana, O.F.M. † (5 de octubre de 1409-1418 falleció)
- Daniele Pagano † (20 de noviembre de 1418-13 de enero de 1447 falleció)
- Marliano Baccarini (o Marziano Buccarini) † (6 de septiembre de 1447-24 de noviembre de 1463 falleció)
  - Antonio Bernuzio † (1463-1463 falleció) (obispo electo)
- Facino Stefano Ghilini, O.P. † (31 de octubre de 1465-1472 falleció)
- Giovanni de Mondani † (20 de abril de 1472-15 de septiembre de 1482 falleció)
- Lucchino Trotti † (7 de octubre[nota 16] de 1482-1494 falleció)
- Bernardino Ilcino, O.E.S.A. † (25 de mayo de 1495-1500 falleció)[34]
- Giovanni Battista Bagarotto † (8 de abril de 1500-1519 renunció)
  - Agostino Trivulzio † (26 de septiembre de 1522-27 de mayo de 1524 renunció) (administrador apostólico)
- Ambrogio Trivulzio † (27 de mayo de 1524-1546 falleció)
- Borso Merli † (15 de noviembre de 1546-1560 renunció)
- Sebastiano Donati † (29 de noviembre de 1560-1561 falleció)
- Francesco Abbondio Castiglioni † (9 de enero de 1562-14 de noviembre de 1568 falleció)
- Eugenio Camuzzi † (19 de noviembre de 1568-8 de mayo de 1602 falleció)
- Camillo Aulari † (26 de agosto de 1602-11 de enero de 1607 falleció)
- Marco Antonio Bellini † (12 de febrero de 1607-1618 falleció)
- Francesco Maria Abbiati † (3 de diciembre de 1618-5 de agosto de 1650 falleció)
- Alessandro Porro, C.R. † (5 de diciembre de 1650-15 de septiembre de 1660 falleció)
- Bartolomeo Capra † (8 de agosto de 1661-julio de 1693 falleció)
- Carlo Giuseppe Morozzo, O.Cist. † (22 de diciembre de 1693-27 de enero de 1698 nombrado obispo de Saluzzo)
- Ambrogio Croce, O.S.B. † (15 de septiembre de 1698-20 de abril de 1713 falleció)[nota 17]
- Carlo Francesco Gallarino † (17 de enero de 1714-septiembre de 1716 falleció)
- Ildefonso Manara, B. † (7 de diciembre de 1716-21 de marzo de 1726 falleció)
- Carlo Cornaccioli, O.Carm. † (3 de junio de 1726-17 de enero de 1737 falleció)
- Giuseppe Ludovico de Andújar, O.P. † (6 de mayo de 1737-11 de marzo de 1743 nombrado obispo de Tortona)
- Bernardino Campi † (11 de marzo de 1743-marzo de 1746 falleció)
- Gaspare Lancellotto Birago † (14 de junio de 1746-noviembre de 1765 falleció)
- Ludovico Therin Bonesio, O.F.M.Cap. † (27 de enero de 1766-28 de julio de 1780 falleció)
  - Antonio Martini † (1780-25 de junio de 1781 nombrado arzobispo de Florencia) (obispo electo)[nota 18]
- Carlo Nicola Maria Fabi, O.E.S.A. † (17 de septiembre de 1781-16 de marzo de 1803 falleció)[35]
  - Sede suprimida (1803-1817)
- Isaia Volpi, O.F.M.Cap. † (25 de mayo de 1818-23 de septiembre de 1830 falleció)
- Giovanni Giuseppe Cavalleri, O.F.M.Cap. † (2 de julio de 1832-8 de agosto de 1836 falleció)
- San Antonio Maria Gianelli † (12 de febrero de 1838-7 de junio de 1846 falleció)
  - Sede vacante (1846-1849)
- Pietro Giuseppe Vaggi, O.F.M.Cap. † (28 de septiembre de 1849-22 de noviembre de 1869 falleció)
  - Sede vacante (1869-1872)
- Enrico Gajo, O.F.M.Cap. † (29 de julio de 1872-31 de enero de 1880 falleció)
- Giovanni Battista Porrati † (20 de agosto de 1880-24 de febrero de 1902 falleció)
- Pasquale Morganti † (9 de junio de 1902-14 de noviembre de 1904 nombrado arzobispo de Ravena)
- Carlo Castelli † (14 de noviembre de 1904-14 de julio de 1906 nombrado arzobispo de Fermo)
- Luigi Maria Marelli † (16 de diciembre de 1907-15 de diciembre de 1914 nombrado obispo de Bérgamo)
- Pietro Calchi Novati † (21 de diciembre de 1914-8 de julio de 1927 nombrado obispo de Lodi)
- Matteo Pellegrino † (17 de diciembre de 1928-23 de febrero de 1936 falleció)
- Bernardo Bertoglio † (15 de febrero de 1937-13 de octubre de 1953 falleció)
- Pietro Zuccarino † (29 de noviembre de 1953-24 de agosto de 1973 falleció)
  - Sede vacante (1973-1986)[nota 19]

### Arzobispos de Génova-Bobbio
- Giuseppe Siri † (30 de septiembre de 1986-6 de julio de 1987 retirado)
- Giovanni Canestri † (6 de julio de 1987-16 de septiembre de 1989 nombrado arzobispo de Génova)

### Obispos de Plasencia-Bobbio
- Antonio Mazza † (16 de septiembre de 1989-1 de diciembre de 1994 retirado)[nota 20]
- Luciano Monari (23 de junio de 1995-19 de julio de 2007 nombrado obispo de Brescia)
- Gianni Ambrosio (22 de diciembre de 2007-16 de julio de 2020 retirado)
- Adriano Cevolotto, desde el 16 de julio de 2020

### Para la sede de Plasencia
- (en italiano) Francesco Lanzoni, Le diocesi d'Italia dalle origini al principio del secolo VII (an. 604), vol. II, Faenza, 1927, pp. 813-819
- (en italiano) Giuseppe Cappelletti, Le Chiese d'Italia della loro origine sino ai nostri giorni, vol. XV, Venecia, 1859, p. 9-70
- (en latín) Pius Bonifacius Gams, Series episcoporum Ecclesiae Catholicae, Leipzig, 1931, pp. 745-747
- (en latín) Konrad Eubel, Hierarchia Catholica Medii Aevi, vol. 1, p. 401; vol. 2, p. 216; vol. 3, p. 275; vol. 4, p. 281; vol. 5, p. 317; vol. 6, p. 341
- (en latín) Decreto Quo aptius, AAS 56 (1964), pp. 1023-1024.

### Para la sede de Bobbio
- (en inglés) Abbey and Diocese of Bobbio, en Catholic Encyclopedia, Nueva York, Encyclopedia Press, 1913.
- (en italiano) Thietmaro di Merseburg, Chronicon, Ed. I. M. Lappenberg, MGH, Scriptores, libro III, pp. 723-871
- Palemone Luigi Bima (1842).  Fratelli Favale, ed. Serie cronologica dei Romani Pontefici e degli Arcivescovi e Vescovi di tutti gli stati di terraferma e di S.S.R.M. e di alcune del Regno di Sardegna (en italiano). Turín. Consultado el 29 de diciembre de 2022.
- Giuseppe Cappelletti (1857).  Giuseppe Antonelli, ed. Le Chiese d'Italia. Dalle origini ai giorni nostri. (en italiano) 13. Venecia. Consultado el 29 de diciembre de 2022.
- (en italiano) Pietro Giacinto Pezzi, Antonio Maria Gianelli, Serie cronologica dei vescovi di Bobbio, corredata di notizie relative ai medesimi, Voghera, 1838
- (en italiano) Fedele Savio, Gli antichi vescovi d'Italia, dalle origini al 1300 descritti per regioni. Il Piemonte, Turín, 1898, pp. 158-174
- (en francés) F. Bonnard, v. Bobbio, in Dictionnaire d'histoire et de géographie ecclésiastiques, vol. IX, 1937, col. 275-284
- (en italiano) Angiolino Bulla, Le visite pastorali post tridentine nella diocesi di Bobbio (1565-1606), Pontificia Università Gregoriana, Tesis doctoral, Roma, 1995, pp. 16-23
- (en italiano) Andrea Piazza, Monastero e vescovado di Bobbio. Dalla fine del X agli inizi del XIII secolo, Spoleto, 1997
- (en italiano) Bruna Boccaccia, La Cattedrale di Bobbio. Storia, descrizione e serie dei vescovi, Ed. Pontegobbo, 1997
- (en italiano) AA.VV. - 1014-2014 La Cattedrale di Bobbio - Nel millenario della città e della diocesi, editado por Piero Coletto - Bobbio, Edizioni La Trebbia, noviembre de 2013
- Eleonora Destefanis y Paola Guglielmotti (2015).  Reti Medievali E-Book, ed. Diocesi di Bobbio: Formazione e sviluppi di un'istituzione millenaria (en italiano). Florencia.
- (en latín) Pius Bonifacius Gams, Series episcoporum Ecclesiae Catholicae, Leipzig, 1931, pp. 813-814
- (en latín) Konrad Eubel, Hierarchia Catholica Medii Aevi, vol. 1, p. 139; vol. 2, p. 108; vol. 3, p. 136; vol. 4, p. 117; vol. 5, p. 122; vol. 6, p. 125